# Mania da Gente
Mania da Gente é o quinto álbum de estúdio do cantor e compositor brasileiro Zeca Pagodinho e o segundo com o produtor Ivan Paulo, lançado no ano de 1990.
Em 1990, Zeca Pagodinho, que já havia vendido meio milhão de discos, entrou no estúdio novamente tentando repetir a fórmula que foi sucesso anteriormente. Neste disco, gravou duas composições de Martinho da Vila, mas não foi o suficiente para garantir boa performance comercial, não tendo força para atingir a vendagem necessária para um disco de ouro, apesar do disco aparecer nos rankings de álbuns mais vendidos nos jornais daquele ano.
A música que dá nome a este disco, "Mania da Gente", foi regravada em 1994 por Beth Carvalho em um disco homenageando o samba paulista, uma vez que os compositores desta canção são do estado de São Paulo.
O crítico musical Marcelo Moeda, analisando o disco à época de seu lançamento, classificou-o como uma boa novidade no cenário musical, enfatizando entretanto que o disco não estaria no nível dos lançamentos de Martinho da Vila e Paulinho da Viola. Ainda segundo o crítico musical, Zeca Pagodinho foi "competente" e "resgata a essência do samba", regravando clássicos de Candeia e apostando em composições com Martinho da Vila.

## Faixas
| N.º            | Título                                                                                   | Compositor(es)                                                                  | Duração |  |
| 1.             | "Yaô Cadê a Samba / Outro Recado / Hino Portelense" (part: Tio Hélio / Nílton Campolino) | Tio Hélio / Nílton Campolino; Candeia / Casquinha da Portela; Francisco Santana | 5:00    |  |
| 2.             | "Lente de Contato"                                                                       | Jorge Simas / Wanderson / Zeca Pagodinho                                        | 3:39    |  |
| 3.             | "Mania da Gente"                                                                         | Mário Sergio / Carica / Luizinho SP                                             | 3:57    |  |
| 4.             | "É de Black-Tie"                                                                         | Zeca Pagodinho / Martinho da Vila                                               | 4:22    |  |
| 5.             | "A Vida é Assim"                                                                         | Carlos Senna / Luiz Carlos da Vila / Otacílio da Mangueira                      | 2:55    |  |
| 6.             | "Lavadeira"                                                                              | Beto sem Braço                                                                  | 3:40    |  |
| 7.             | "Alô Gatinha"                                                                            | Wilson Moreira                                                                  | 3:47    |  |
| 8.             | "Falange do Erê"                                                                         | Arlindo Cruz / Jorge Carioca / Aluízio Machado                                  | 3:47    |  |
| 9.             | "Aonde Quer Que Eu Vá"                                                                   | Martinho da Vila / Beto sem Braço                                               | 4:12    |  |
| 10.            | "Nascido e Mal Pago"                                                                     | Marcos Paiva / Jorge Simas                                                      | 4:40    |  |
| 11.            | "Não Te Darei esse Prazer"                                                               | Monarco / Ratinho                                                               | 2:52    |  |
| 12.            | "Eu Prefiro Acreditar"                                                                   | Zeca Pagodinho / Arlindo Cruz / Marquinho PQD                                   | 3:38    |  |
| Duração total: | Duração total:                                                                           | Duração total:                                                                  | 46:29   |  |